# Friedberg (Hesse)
Friedberg (Friedberg in der Wetterau) é uma cidade perto de Frankfurt am Main (cerca de 30 km) e com 25.000 habitantes actualmente. É a capital do distrito de Wetteraukreis.
A velha cidade foi re-fundada pela dinastia Hohenstaufen do Sacro Império Romano-Germânico, convenientemente localizada ao longo de importantes rotas comerciais.
Uma parte do centro histórico da cidade foi em tempos habitada por uma próspera comunidade judaica, que foi completamente dizimada no Holocausto. Hoje, os sinais que restam desse passado são apenas um salão de banhos e uma placa memorial numa das escolas secundárias da cidade.

## Pessoas famosas
- Ernest Oppenheimer nasceu em Friedberg em 1880

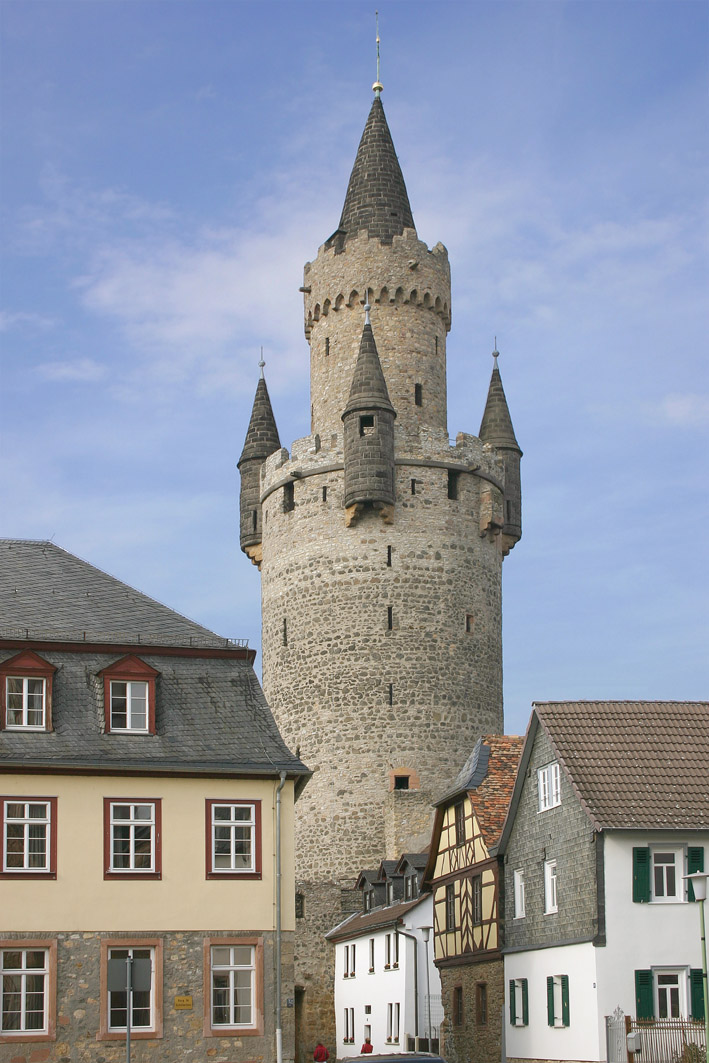
A torre Adolf em Friedberg

### Geminação
- Entroncamento (Portugal)
- Villiers-sur-Marne (França) depois o 6 de junho de 1965.
- Bishop's Stortford (Inglaterra) depois o 6 de junho de 1965.
- Magreglio (Itália)

## Apontadores
- Homepage de Friedberg/Hessen (em Alemão)